# Le Vainqueur (film, 1932)
Pour les articles homonymes, voir Le Vainqueur.
Pour plus de détails, voir Fiche technique et Distribution.
Le Vainqueur (Der Sieger) est un film franco-allemand réalisé par Hans Hinrich et Paul Martin, tourné en deux versions, l'une allemande, l'autre française, et sorti en 1932.

## Fiche technique
- Réalisation :  Hans Hinrich et Paul Martin
- Scénario : Robert Liebmann, d'après le roman de Leonhard Frank
- Photographie : Otto Baecker et Günther Rittau
- Musique : Werner R. Heymann
- Décors : Erich Kettelhut
- Producteur : Erich Pommer
- Pays de production :  France  République de Weimar
- Format :  Noir et blanc
- Genre : Comédie
- Durée : 92 minutes (version allemande)
- Dates de sortie :
  - République de Weimar : 21 mars 1932
  - France : 24 mars 1932

## Distribution

### Version allemande
- Hans Albers : Hans Kühnert
- Käthe von Nagy : Helene
- Hans Brausewetter : Hunter
- Julius Falkenstein : Ponta
- Frida Richard : Kühnerts Mutter
- Max Gülstorff : Hoteldirektor
- Ida Wüst : Schneiderin
- Adele Sandrock : Altere Dame

### Version française
- Jean Murat : Robert Kurtner
- Käthe von Nagy : Melle Ponta
- Pierre Brasseur : Hunter
- Adrien Le Gallo : Monsieur Ponta
- Jeanne Marie-Laurent : Mère de Kurtner
- Gaston Jacquet : le directeur de l'hôtel
- Marguerite Templey : La couturière
- Adele Sandrock : La vieille dame